# Страйк у Юзівці 1874
Страйк у Юзівці 1874 року — страйк який відбувся у Юзівці з лютого 1874 р. до 1 травня 1875 року.

## Історія
Перший значний виступ шахтарів Юзівки проти шахтовласників відбувся у 1874 році. У лютому шахтарі зажадали від Юза збільшення заробітної плати. Вони марно чекали відповіді два місяця, а 15 квітня на знак протесту не вийшли на роботу, спробувавши залучити на свій бік заводських робітників. Адміністрація напоїла горілкою високооплачуваних вальцювальників і підбурила їх проти страйкарів. Штрейкбрехери, яких повели за собою службовці англійці, напали на шахтарів і почали бити їх.
26 квітня 1875 року робітники і шахтарі знову прийшли до контори і зажадали щоб їм виплатили гроші. Особливо обурювались вони тим, що заводоуправління заплатило тільки іноземцям, а решті порадило чекати. Наступного дня робітники повторили свої вимоги, а 28 квітня не вийшли на роботу. Місцева поліція Російської імперії не могла приборкати заворушення. Люди громили прилеглі до заводу шинки і крамнички, де їх обманювали і обдирали. Тільки 29 квітня, коли прибув справник з солдатами, страйк вдалось придушити.
Все-таки 1 травня 1875 року Джон Юз змушений був видати затриману зарплату.